# Салас, Луис
Луис Марсело Салас Кандия (исп. Luis Marcelo Salas Candia; 30 марта 1998 года, Сантьяго) — чилийский футболист, играющий на позиции нападающего. В настоящее время выступает за чилийский клуб «Депортес Антофагаста» на правах аренды из «Коло-Коло».

## Клубная карьера
Салас является воспитанником «Коло-Коло». В июле 2017 года он, будучи одним из ключевых игроков клубной команды до 19 лет, помог ей выиграть национальный чемпионат в своей возрастной категории. На Саласа обратил внимание наставник главной команды клуба Пабло Геде, который перед началом чемпионата Чили 2017 года перевёл молодого нападающего в основной состав команды и позволил сыграть в нескольких предсезонных матчах. Салас взял себе 26-й номер, под которым играл его кумир Умберто Суасо. 31 июля 2017 года Луис дебютировал за «Коло-Коло» в чилийском чемпионате в поединке против «Депортес Антофагаста», на который он вышел в стартовом составе и был заменён на 62-й минуте на Николаса Матурану.
Большую часть 2017 года Салас выступал за молодёжный состав и помог ему выиграть чемпионат Чили среди игроков до 19 лет. В феврале 2018 года он был капитаном «Коло-Коло» на молодёжном Кубке Либертадорес, где в трёх матчах отметился двумя забитыми голами. 23 февраля Салас был отдан в аренду до конца сезона клубу «Депортес Антофагаста». Дебютировал в новой команде 7 апреля в матче Примеры с «Уачипато». 5 мая забил свой первый гол на профессиональном уровне, открыв счёт в матче с «Депортес Темуко».

## Выступления за сборную
В сентябре 2015 года Салас был включён в заявку сборной Чили до 17 лет на домашний чемпионат мира по футболу среди юношеских команд 2015. На турнире он сыграл лишь один матч, в групповом турнире против команды Нигерии.

## Статистика выступлений
| Выступление          | Выступление      | Выступление      | Лига | Лига | Кубки | Кубки | Международные | Международные | Итого | Итого |
| Клуб                 | Лига             | Сезон            | Игры | Голы | Игры  | Голы  | Игры          | Голы          | Игры  | Голы  |
| -------------------- | ---------------- | ---------------- | ---- | ---- | ----- | ----- | ------------- | ------------- | ----- | ----- |
| Коло-Коло            | Примера          | 2017             | 1    | 0    | 2     | 0     | 0             | 0             | 3     | 0     |
| Депортес Антофагаста | Примера          | 2018             | 9    | 1    | 1     | 0     | 0             | 0             | 10    | 1     |
| Всего за карьеру     | Всего за карьеру | Всего за карьеру | 10   | 1    | 3     | 0     | 0             | 0             | 13    | 1     |

1. ↑  В графу «Кубки» входят игры и голы в национальных кубках, кубках лиги и суперкубках.
2. ↑  В графу «Международные» входят игры и голы в международных клубных турнирах.